# 밴디다스
《밴디다스》(영어: Bandidas)는 2006년 개봉한 프랑스, 멕시코, 미국의 서부 액션 코미디 영화이다. 요아킴 뢴닝과 에스펜 산베르그가 감독을 맡았다.

## 출연진
- 살마 하예크
- 페넬로페 크루스
- 스티브 잔
- 드와이트 요컴
- 데니스 안트
- 오드라 블레이저
- 샘 셰퍼드
- 이스마엘 “이스트” 카를로
- 조지프 D. 라이트먼

## 기타 제작진
- 배역: 카를라 호올
- 미술: 위그 티상디에
- 의상: 올리비에 베리오